# Schöneschach
Schöneschach ist ein Gemeindeteil der Stadt Bad Wörishofen im schwäbischen Landkreis Unterallgäu.

## Lage
Das Dorf liegt knapp zwei Kilometer westlich von Bad Wörishofen und ist landwirtschaftlich geprägt.

## Geschichte
Schöneschach entstand im 15. Jahrhundert als Rodungssiedlung und ist um 1450 erstmals urkundlich erwähnt. Zur Zeit der Säkularisation, um 1800, bestand der Ort aus sechs Höfen und einem Hirtenhaus, 1864 zählte er 45 Einwohner, ebenso bei der Volkszählung 1961. Mit der Ernennung von Bad Wörishofen zur Stadt wurde der Ort 1949 dorthin eingemeindet. Westlich der Ortskapelle steht eine 1648 anlässlich des Westfälischen Friedens gepflanzte Friedenslinde.

## Baudenkmäler
Die Kapelle St. Wolfgang ist von 1603, wurde 1817 erneuert und steht unter Denkmalschutz.